# Клеменс Й. Зец
Клеменс Й. Зец (на немски: Clemens J. Setz), с пълно име Клеменс Йохан Зец, е австрийски писател и преводач, автор на романи, разкази и стихотворения.

## Биография
Клеменс Й. Зец е роден на 15 ноември 1982 г. в Грац, където живее и днес. През 2001 г. започва да следва математика и германистика в Грацкия университет, но не завършва. Наред със следването си работи като преводач и публикува стихотворения и разкази в списания и антологии. Съосновател е на литературната група „Платформ“.
На младини Клеменс Зец не се интересува много от литература. Въвеждането му в попрището на автор извършва писателят Ернст Яндл. През 2007 г. излиза дебютният роман на Зец „Синове и планети“ („Söhne und Planeten“), който е номиниран за литературната награда „Аспекте“. През 2008 г. е поканен да участва в конкурса за наградата „Ингеборг Бахман“ и спечелва с новелата „Везната“ („Die Waage“).
През 2009 г. вториат роман на Зец „Честотите“ („Die Frequenzen“) е номиниран за „Немската награда за книга“.
През 20010 г. писателят е гост на Международния литературен фестивал в Берлин.
За сборника с разкази „Любовта по време на детето от Малщат“ („Die Liebe zur Zeit des Mahlstädter Kindes“) Клеменс Зец получава през 2011 г. „Наградата на Лайпцигския панаир на книгата“.
Романите му „Индиго“ („Indigo“) (2012) и „Часът между жената и китарата“ („Die Stunde zwischen Frau und Gitarre“) (2015) също са номинирани за „Немската награда за книга“.

## Награди и отличия
- 2008: Auszeichnung des österreichischen Bundesministeriums für Unterricht, Kunst und Kultur für ein „besonders gelungenes literarisches Debüt“
- 2008: „Награда Ернст Вилнер“ към „Награда Ингеборг Бахман“
- 2009: „Немска награда за книга“ (финалист)
- 2010: „Австрийска държавна награда за литература“
- 2010: „Бременска литературна награда“ für Die Frequenzen
- 2011: „Награда на Лайпцигския панаир на книгата“ für Die Liebe zur Zeit des Mahlstädter Kindes (Kategorie: Belletristik)
- 2013: „Литературна награда на Културното сдружение на немската икономика“ (проза)
- 2015: „Награда Вилхелм Раабе (2000)“
- 2016: Poetik-Professur an der Universität Bamberg
- 2017: „Литературна награда на провинция Щирия“[2]
- 2018: Thomas-Pluch-Drehbuchpreis – Spezialpreis der Jury für Zauberer[3]